# Félsico

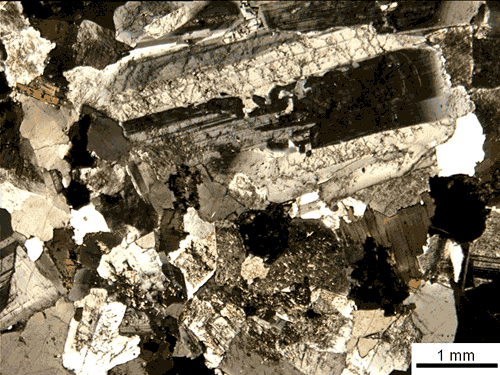
Granito, um félsico

Félsico é um termo utilizado em geologia aplicado a minerais silicatados, magmas e rochas, ricos em elementos leves como o silício, oxigénio, alumínio, sódio e potássio. Este termo é uma combinação das palavras "feldspato" e "sílica". Os minerais félsicos são geralmente de cor clara e com peso específico inferior a 3. Os minerais félsicos mais comuns são o quartzo, a moscovite, feldspatos alcalinos (por exemplo, ortoclase) e os feldspatos da série das plagioclases. A rocha félsica mais comum é o granito. Na extremidade oposta do espectro de rochas encontram-se as rochas e minerais máficos (ricos em ferro) e ultramáficos (ricos em magnésio).
O termo rocha ácida, por vezes usado como sinónimo, refere-se a rochas vulcânicas com elevado teor de sílica (mais de 63% SiO2 em massa), como o riolito. Este termo era utilizado de forma mais abrangente na literatura geológica mais antiga. É, hoje em dia, considerado arcaico uma vez que os termos rocha ácida e rocha básica baseavam-se na ideia incorrecta do século XIX segundo a qual o ácido silícico era a principal forma de ocorrência do silício nas rochas.

## Classificação das rochas leucocratas
Para que uma rocha possa ser classificada como félsica, o seu teor em minerais félsicos tem que ser superior a 75% (principalmente quartzo, ortoclase e plagioclase). As rochas com mais de 90% de minerais félsicos na sua composição são também designadas leucocratas, palavra que significa de cor clara.
Felsito é um termo petrológico de campo que se refere a rochas vulcânicas de grão muito fino ou afaníticas, de cor clara, que serão mais tarde reclassificadas após uma análise química ou microscópica mais detalhadas.
Em alguns casos, as rochas félsicas vulcânicas podem conter fenocristais de minerais máficos, usualmente horneblenda ou biotite, ou um mineral do grupo dos feldspatos, podendo ter de ser designadas com base no mineral fenocristalino, como por exemplo, felsito horneblendítico.
O nome químico de uma rocha félsica é dado de acordo com o diagram TAS de Le Maitre (1975). No entanto, isto apenas se aplica a rochas vulcânicas. Quando se verifica que a rocha, depois de analisada, é félsica mas é metamórfica e definitivamente não tem origem vulcânica, pode ser suficiente designá-la por 'xisto félsico'. 
Para as rochas félsicas faneríticas, deve ser usado o diagrama QPAF, sendo o nome obtido de acordo com a nomenclatura dos granitos. Frequentemente é incluído no nome a espécie de minerais máficos como, por exemplo, granito horneblendítico, tonalito piroxénico uma vez que o termo granito já pressupõe a existência de quartzo e feldspato na sua composição.
Assim, a textura da rocha determina o nome básico de uma rocha félsica.
| Textura da Rocha            | Nome de Rocha Félsica    |
| Pegmatítica                 | Granito pegmatito        |
| Grão grosseiro (fanerítica) | Granito                  |
| Grão grosseiro porfiróide   | Granito porfiróide       |
| Grão fino (afanítica)       | Riolito                  |
| Grão fino porfiróide        | Riolito porfiróide       |
| Piroclástica                | Tufo riolítico ou brecha |
| Vesicular                   | Pedra pomes              |
| Amigdaloidal                | Nenhum                   |
| Vítrea                      | Obsidiana ou porcelanite |